# 臺北市政府原住民族事務委員會
臺北市政府原住民族事務委員會（簡稱台北市原民會），是臺北市政府一級機關，1996年成立，主管臺北市的臺灣原住民族事務。

## 成立沿革

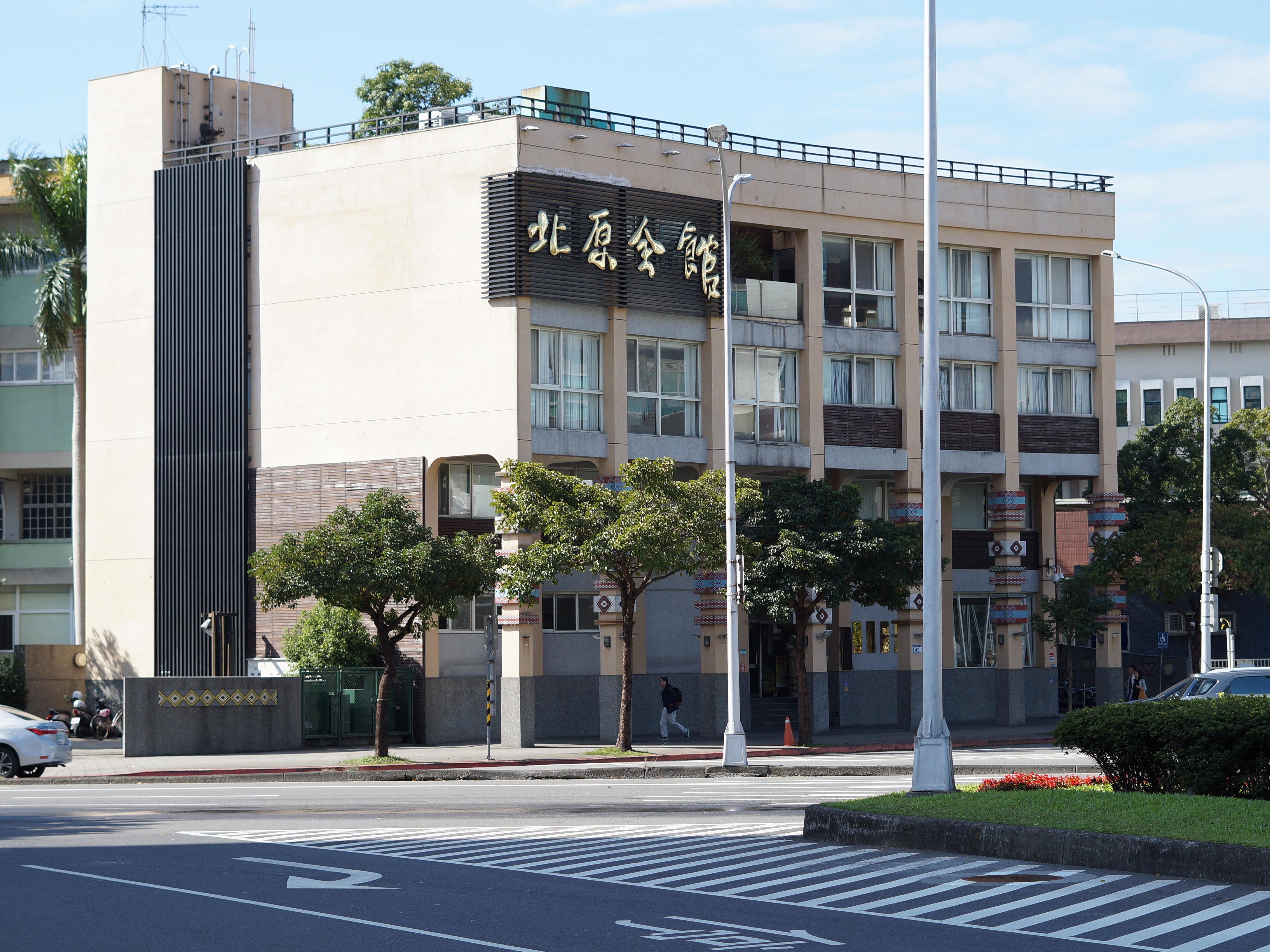
北原會館

臺北市為中華民國（台灣）政治及經濟中心，城市的建設及發展快速，創造出各式各樣的工作機會，成為城鄉人口遷移的原動力。臺灣原住民移居台北市，在風俗、習慣上和漢人相異，常造成一些彼此的誤解。為此，臺北市政府成立專屬單位來處理原住民事務。1995年5月9日臺北市政府於第808次市政會議提案審議通過成立「原住民事務委員會」，1996年1月19日臺北市議會第7屆第11次臨時大會三讀通過，1996年3月16日臺北市政府原住民事務委員會正式成立。
臺北市政府原住民事務委員會自成立以來，為落實原住民權益的維護及福利照顧，1998年起陸續頒布《促進原住民生活發展實施計畫》、《臺北市原住民生活輔導要點》及《臺北市原住民申請各項補助須知》，為推行各項措施的法律基礎，以因應社會環境的變遷及經濟發展的迫切需求。1999年頒布《臺北市促進原住民就業自治條例》、2000年頒布《臺北市原住民婦女扶助自治條例》、2005年頒布《臺北市原住民衛生醫療自治條例》、2009年頒布《臺北市原住民文化保存自治條例》，臺北市政府原住民事務委員會4項顧及經濟、衛生福利及文化承續等面向的法律施行，亦是落實《中華民國憲法增修條文》及《原住民族基本法》中對原住民族群福祉的需求，最為具體的施政。2010年6月19日，臺北市政府原住民事務委員會北原會館於臺北市政府警察局南港分局舊局舍落成揭幕。
2011年6月21日，臺北市議會三讀通過，臺北市政府原住民事務委員會改為臺北市政府原住民族事務委員會。2011年12月20日，臺北市政府原住民事務委員會正式更名為臺北市政府原住民族事務委員會。

## 歷任首長
主任委員
| 任別 | 姓名       | 就職時間       | 卸任時間       | 族群                   |
| ---- | ---------- | -------------- | -------------- | ---------------------- |
| 1    | 高正尚     | 1996年3月16日  | 1998年12月25日 | 排灣族                 |
| 2    | 孔文吉     | 1998年12月25日 | 2004年8月24日  | 泰雅族                 |
| 3    | 巴奈．母路 | 2004年8月24日  | 2006年12月25日 | 阿美族                 |
| 4    | 楊馨怡     | 2006年12月25日 | 2014年12月25日 | 阿美族                 |
| 5    | 陳秀惠     | 2014年12月25日 | 2017年2月1日   | 阿美族                 |
| 6    | 陳士章     | 2017年2月2日   | 2017年9月1日   | 阿美族                 |
| 7    | 陳誼誠     | 2017年10月17日 | 2018年10月17日 | 阿美族                 |
| 代理 | 賴慧貞     | 2018年10月18日 | 2018年12月25日 | 臺北市政府主任秘書代理 |
| 代理 | 陳榮興     | 2018年12月25日 | 2019年3月4日   | 臺北市政府技監代理     |
| 8    | 巴干．巴萬 | 2019年3月4日   | 現任           | 賽德克族               |

## 組織架構

### 會本部
- 主任委員
  - 主任秘書
  - 專門委員

### 內部單位
- 綜合企劃組：原住民族之政策訂定、權益保障、研究發展與施政計畫、硬體設施之規劃籌建及綜合業務等事項。
- 教育文化組：原住民族教育及文化推廣等事項。
- 經濟建設組：原住民職業訓練與就業輔導、創業貸款、文化產業通路之開發、公營市場攤位轉介登記及其他經濟產業發展相關輔導等事項。
- 社會福利組：負責原住民生活扶助、急難救助、醫療保健、兒童與老人福利保障、婦女與青少年權益維護、住宅政策規劃與執行、原住民社會團體之輔助及指導等事項。
- 主計機構：辦理歲計、會計及統計業務等事項。

## 外部連結
- 臺北市政府原住民族事務委員會 （页面存档备份，存于）（繁體中文）（英文）